# 김세련
김세련(金世鍊, 1917년 9월 4일~1988년 9월 10일)은 대한민국의 금융인, 정치인이다. 제15대 재무부장관, 제9대 한국은행 총재였으며 제9대 국회의원을 역임했다.

## 학력
- 선린상업학교 졸업
- 1939년 : 보성전문학교 상과 졸업

## 약력
- 1939년 : 조선은행 은행원
- 1955년 : 한국은행 대전지점장
- 한일은행 은행장
- 1962년 : 한국산업은행 총재
- 1962년 ~ 1963년 : 재무부 장관
- 1963년 : 한국은행 총재
- 1967년 : 금융통화운영위원회 위원
- 1969년 : 주 필리핀 대사
- 1973년 ~ 1979년 : 제9대 국회의원 (유신정우회)
- 1973년 : 국회 외무위원장
- 유엔 총회 대한민국 대표
- 국제의원연맹 대한민국대표단 단장
- 1976년 : 유신정우회 정책위 부의장

## 역대 선거 결과
| 실시년도 | 선거 | 대수 | 직책     | 선거구           | 정당       | 득표수 | 득표율      | 순위 | 당락 | 비고 |
| -------- | ---- | ---- | -------- | ---------------- | ---------- | ------ | ----------- | ---- | ---- | ---- |
| 1973년   | 총선 | 9대  | 국회의원 | 통일주체국민회의 | 유신정우회 |        | \| \| 0% \| | 지명 |      | 초선 |
|          | 0%   |      |          |                  |            |        |             |      |      |      |